# Aksel Josephson
Aksel Gustaf Salomon Josephson, född 2 oktober 1860 i Uppsala, död 1944, var en svensk biblioteksman. Han var son till Jacob Axel Josephson.
Josephson var från 1893 bosatt i Amerika och verkade där som bibliotekarie. Han var katalogiseringschef vid John Crerar Library i Chicago 1896-1923 och consulting cataloguer från 1928. Josephson anlitades flitigt som styrelsemedlem i biblioteksvetenskapliga sällskap samt välgörande stiftelser. Bland hans skrifter märks särskilt de värdefulla Avhandlingar och program... vid svenska och finska akademier (1891-97), Bibliographies of bibliographies (1901, 2:a upplagan 1914), samt A list of Swedish books 1875-1925 (1927).